# 卡蘇帕
34°2′0″S 55°39′0″W / 34.03333°S 55.65000°W

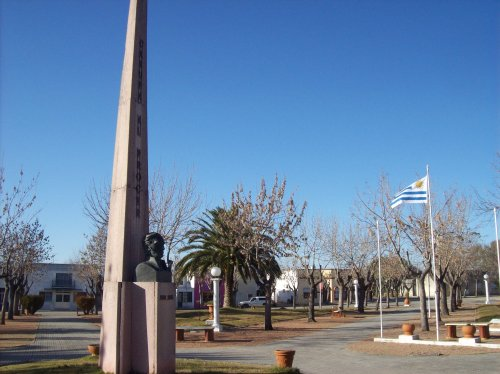

卡蘇帕（西班牙語：Casupá），是烏拉圭的城鎮，位於該國中南部，由佛羅里達省負責管轄，始建於1908年9月15日，處於蒙得維的亞東北面約105公里，海拔高度132米，2011年人口2,402。